# Gerardus 't Hooft
Gerardus 't Hooft (Den Helder, 5 de julho de 1946) é um físico neerlandês.
Recebeu o Nobel de Física de 1999, pela elucidação da estrutura quântica da física de interações eletrofracas.